# Герб Терла
Герб Терла — офіційний символ села Терло, Самбірського району Львівської області, затверджений 21 грудня 2000 року рішенням сесії сільської ради.
Автор — А. Гречило.

## Опис
У синьому полі срібний борсук, над ним золота стріла, обабіч якої такі ж 6-променеві зірки, а внизу — півмісяць ріжками догори.

## Зміст
Село здавна ділилося на дві частини — Терло Шляхетське і Рустикальне. На давню шляхетську осаду вказує золотий герб Сас (стріла, обабіч якої такі ж 6-променеві зірки, а внизу — півмісяць ріжками догори). Зображення борсука вказує, що поселення розташоване над потоком Борсуки. Ці елементи підкреслюють історичні та географічні особливості Терла.